# O Rei do Movimento
O Rei do Movimento é um filme de comédia musical brasileiro de 1954, co-escrito e dirigido por Victor Lima e Hélio Barroso para a Cinelândia Filmes com distribuição da Cinedistri e UCB. Música de Radamés Gnatalli e nos números musicais aparecem Angela Maria, Emilinha Borba e a Banda dos Fuzileiros Navais, Lúcio Alves (cantando na TV "Valsa de uma cidade", com imagens do Rio de Janeiro acompanhando a canção), Blecaute e Escola de Samba Unidos da Capela, além de Ankito (que protagoniza o filme) que canta um samba ao lado da mulata Stela.

## Elenco
| Ator              | Papel                           |
| ----------------- | ------------------------------- |
| Ankito            | Aparício                        |
| Carlos Tovar      | Martino, o Mágico               |
| Gilberto Martinho | capanga do Bandido Mascarado    |
| Wilson Grey       | capanga do Bandido Mascarado    |
| Janete Jane       |                                 |
| Margot Morel      |                                 |
| Suzy Kirbi        | Senhoria                        |
| Costinha          | Hilário, o maluco da espingarda |
| Carlos Duval      |                                 |
| Paulete Silva     |                                 |
| Billy Davis       |                                 |
| João Celestino    |                                 |
| America Cabral    |                                 |
| Almeidoca         |                                 |
| Grijó Sobrinho    | Robério                         |
| Orlando Drummond  | Natanael , dono da joalheria    |
| Beatriz Segall    | Paulina , cliente da joalheria  |
| Amadeu Celestino  |                                 |
| Wilson Vianna     |                                 |

## Sinopse
Aparício é um carteiro preguiçoso, atrapalhado e meio azarado que vive levando bronca do chefe por chegar atrasado. Ele consegue ir para um bairro de classe alta para entregar a correspondência mas se envolve em várias confusões com um filho malcriado de madame e um maluco que o persegue com uma espingarda. Ao chegar em casa, a senhoria lhe cobra seis meses de aluguel atrasado. A filha da mulher arruma para que Aparício apareça no número do mágico "Grande Martino", no teatro que ela trabalha. O carteiro bagunça a apresentação e o mágico o hipnotiza e o obriga a fazer diversas coisas constrangedoras no palco. Depois do número ele vai a uma joalheria entregar cartas, acaba surpreendendo o misterioso Bandido Mascarado durante um assalto e é capturado.